# Mathis der Maler (sinfonia)
La Sinfonia Mathis der Maler (Mattia il pittore) è una composizione di Paul Hindemith scritta nel 1933-34.

## Storia della composizione
Nel 1927 Paul Hindemith era già considerato il più celebre compositore tedesco della nuova generazione e non a caso in quello stesso anno ricevette la nomina di professore di composizione presso la Scuola Superiore Statale di Musica di Berlino. Malauguratamente, alla fine degli anni Venti andavano addensandosi nere nubi di tempesta nei cieli della Germania; la grave crisi economica mondiale del 1929 aveva favorito la rapida ascesa al potere di Adolf Hitler, il quale aveva sfruttato la debolezza delle istituzioni repubblicane democratiche tedesche riuscendo nell’impresa di farsi nominare Cancelliere; dopo la morte di Paul von Hindenburg riunì nella sua persona anche la carica di Presidente.
Una volta conquistato il potere assoluto, il dittatore con i baffetti alla Charlot diede inizio al processo di nazificazione della cultura, avvalendosi della solerte collaborazione del suo Ministro della propaganda Joseph Goebbels che il 10 maggio 1933, mentre si davano alle fiamme i libri di autori quali Thomas Mann, Stefan Zweig, Erich Maria Remarque, Albert Einstein, Sigmund Freud, André Gide, Marcel Proust, Émile Zola, Jack London e tanti altri ancora, dichiarò: «L’anima del popolo tedesco potrà manifestarsi nuovamente. Queste fiamme non solo illuminano la fine della vecchia era, ma gettano la loro luce su quella nuova».
Nel ricordare quel terribile periodo, William Shirer osservò: «Chi visse in Germania in quegli anni e aveva a cuore queste cose, non potrà dimenticare il pietoso declino del livello culturale di un popolo che era riuscito a mantenerlo così alto per tanto tempo. Questo declino fu inevitabile, naturalmente, dal momento in cui i capi nazisti decisero che l’arte, la letteratura, la stampa, la radio e il cinema dovevano servire esclusivamente ai fini propagandistici del nuovo regime e della sua singolare filosofia. Nessun autore tedesco vivente di qualche importanza, ad eccezione di Ernst Jünger ed Ernst Wiechert nei primi anni, ebbe le sue opere pubblicate in Germania durante il periodo nazista. Quasi tutti, capeggiati da Thomas Mann, emigrarono. I pochi che rimasero tacquero o furono messi a tacere. Il manoscritto di ogni libro o commedia doveva essere sottoposto al Ministero della propaganda prima di ricevere l’approvazione per la stampa o la rappresentazione». La musica ebbe minori difficoltà rispetto alle altre manifestazioni dell’arte tedesca, ma ciò unicamente per la sua scarsa attinenza con la politica; inoltre la Germania poteva vantare una grande tradizione musicale, da Johann Sebastian Bach a Ludwig van Beethoven fino a Johannes Brahms; furono tuttavia proibite le esecuzioni delle opere di musicisti come Felix Mendelssohn per le loro origini ebraiche. Inoltre, i professori d’orchestra ebrei furono rapidamente allontanati dalle grandi orchestre sinfoniche e dai teatri d’opera. Malgrado ciò, la rinuncia ad emigrare da parte di eccelsi autori e interpreti tedeschi quali Richard Strauss, Wilhelm Furtwängler e Walter Gieseking contribuì, almeno in parte, a far dimenticare la degradazione delle altre arti e dei vari aspetti della vita sotto la dittatura nel Terzo Reich.
Paul Hindemith era un uomo e un artista troppo civile e dignitoso per scendere a compromessi con la rozzezza e l’ignoranza della burocrazia nazista. Così, in pieno periodo di nazificazione della cultura portò a compimento un’opera come Mathis der Maler (Mattia il pittore), di cui scrisse anche il testo, nella quale intese dimostrare i compiti dell’artista di fronte a eccezionali eventi sociali, orientandosi «verso le nitide prospettive di una superiore accademia e una rinnovata classicità, all’insegna della “provincia pedagogica” d’ascendenza goethiana e del recupero di determinate categorie di cultura e di gusto del Medioevo germanico».
È evidente come un’opera ispirata al pittore renano Matthias Grünewald, vissuto nella Germania del XVI secolo, nella quale la guerra e il problema razziale sono sentiti con appassionata responsabilità e vibrante impegno da parte dell’autore, non potesse riscuotere il favore dei nazisti; così, la prima rappresentazione di Mathis der Maler fu proibita e a nulla valse l’articolo di Furtwängler pubblicato sulla Deutsche Allgemeine Zeitung nel novembre 1934 in difesa di Hindemith. Al compositore non rimase che abbandonare la cattedra di insegnamento e partire dalla Germania per recarsi in Turchia, dove elaborò piani di studio per l’organizzazione della vita musicale turca.
Prima di lasciare la Germania, Hindemith si mise a comporre in un breve arco di tempo, tra il dicembre 1933 e il febbraio 1934, una sinfonia ispirata all’opera condannata dai nazisti, la Sinfonia Mathis der Maler che fu diretta da Furtwängler a Berlino nel successivo mese di marzo, riscuotendo un notevole successo (certamente niente affatto gradito da Hitler e Goebbels); poco tempo dopo, toccò a un altro eminente musicista tedesco sfuggito alla follia del Terzo Reich, Otto Klemperer, dirigere la prima americana della sinfonia a New York il 6 ottobre 1934 . La sinfonia di Hindemith fa oggi parte delle composizioni del XX secolo più popolari e maggiormente eseguite nel mondo.     

## Struttura della composizione
La Sinfonia, osserva Giacomo Manzoni, costituisce un punto di svolta di grande importanza nell’opera musicale di Hindemith in quanto si pone a cavallo tra il periodo giovanile strettamente legato all’espressionismo e alle tendenze anticonvenzionali in voga negli anni Venti (del quale opera particolarmente rappresentativa è la Suite 1922 per pianoforte, dove si richiede all’esecutore di trattare lo strumento come un vero e proprio strumento a percussione) e il successivo periodo nel quale il maestro di Hanau tende alla ricerca «di una più composta linearità melodica, di una minore angolosità dei ritmi e durezza delle armonie, insomma in una visione che potremmo dire “classica” e che peraltro condusse più tardi il musicista a sviluppi che presentano più di un aspetto di accademismo». 
La decisione di Hindemith di comporre una sinfonia ispirata al contenuto dell’opera teatrale può essere interpretata come una reazione del musicista tedesco alla situazione politica della Germania che genera una lucida consapevolezza circa la necessità di cercare rifugio nel proprio mondo interiore. Nelle intenzioni dell’autore questa sinfonia è musica pura, come lo è quella di tutto il “Mathis” a differenza delle concezioni melodrammatiche dell’Ottocento; per quanto riguarda la suddivisione dei movimenti, Hindemith scelse di fare riferimento ai modelli preclassici e a quelli dell’inizio dell’epoca classica che contemplavano una struttura tripartita (secondo lo schema allegro - adagio - allegro); per contro, l’aspetto formale dei differenti movimenti rispetta la tradizione beethoveniana e romantica.
Il primo movimento in tempo Ruhig bewegt (Calmo, mosso) reca il sottotitolo “Concerto degli angeli”, ed è scritto essenzialmente secondo il modello della forma-sonata classica, con una introduzione lenta, un’esposizione con tre temi, e uno sviluppo che è seguito non da una ripresa ma direttamente dalla coda. Nell’introduzione i tromboni eseguono una citazione della canzone popolare «Es sungen drei Engel ein’ süßen Gesang» (Tre angeli cantavano una dolce melodia), che sarà il materiale tematico fondamentale e il cui motivo passa ad altri strumenti fino ad essere intensificato raggiungendo la solennità di un inno. Nella sezione, in tempo allegro, il tema principale, animato ed eminentemente lirico, è annunciato dai violini e dai flauti e successivamente sviluppato. Dopo una breve pausa, un altro motivo ugualmente lirico è eseguito ancora dai violini con il sostegno di accordi degli altri strumenti ad arco; successivamente viene ripreso dal flauto e dall’oboe. Come epilogo all’esposizione, Hindemith affida al flauto un tema molto ritmato e movimentato, che conduce a un momento di quiete su un accordo di si maggiore. Nello sviluppo si dispiega un’interazione animata tra il primo ed il secondo tema; dopo un passaggio in forma di canone molto concentrato sull’inizio del primo tema, i tromboni espongono nuovamente il motivo della canzone Es sungen drei Engel dell’introduzione, all’inizio in tono moderato, poi con crescente intensità facendo appello a corni e trombe per condurlo a un grandioso culmine sonoro, dove emerge la grande maestria di Hindemith nel dominio dell’orchestrazione. Ritorna un’atmosfera più calma con la ripetizione del primo tema del movimento e, dopo una breve pausa, il flauto intona nuovamente il tema ritmato e movimentato della fine dell’esposizione, che si collega a una coda dove un’ultima apparizione del tema principale conduce alla conclusione del movimento con un’apoteosi dei fiati su un accordo perfetto in sol maggiore.
Il secondo movimento in tempo Sehr langsam (Molto lento) si intitola “La deposizione”; si tratta di una breve pagina dal tono doloroso e mesto, quasi alla maniera di una marcia funebre, nella quale le varie melodie si dipanano con pacata linearità, mentre le armonie acquistano talvolta un carattere arcaico molto particolare. Al primo tema, affidato agli archi, segue un breve ed elegiaco motivo del flauto, quindi è la volta del secondo tema molto lirico e lamentoso al tempo stesso degli oboi; i due temi si sovrappongono fino a giungere a un apice d’intensità sonora e ritornano poi a un canto lento e misurato. Nel seguito del movimento si ha un’alternanza  di frammenti del primo e del secondo tema, fino alla conclusione dove le sonorità dell’orchestra si spengono quietamente.
Nel terzo movimento Sehr langsam, frei im Zeitmaß - Sehr lebhaft (Molto lento, in tempo libero - Molto vivace) il titolo si riferisce alle tentazioni di Sant’Antonio, che Hindemith rende musicalmente con grande efficacia ricorrendo a sonorità che destano all’ascolto il senso di turbamento che pervade l’animo del santo nella sua lotta contro il demonio mentre invoca l’aiuto di Dio. La musica sfocia nell’episodio in cui si odono le melodie gregoriane del Lauda Sion, Salvatorem e dell’Alleluia  nel carattere arcaico ed ecclesiale che è loro proprio. Il movimento si conclude con un corale trionfante a opera degli ottoni, nel quale Hindemith descrive in maniera magistrale la vittoriosa conclusione della lotta del santo contro le forze del male.

## Discografia parziale
Tra le varie interpretazioni della Sinfonia “Mathis der Maler”, un particolare valore storico e artistico va riconosciuto a quella dello stesso Hindemith, registrata il 28-29 settembre/10 ottobre 1955 presso la Jesus-Christus-Kirche a Berlino-Dahlem e pubblicata nel 2003 dalla Deutsche Grammophon in un box di 3 CD contenente altre sue interpretazioni di proprie composizioni alla testa dell’Orchestra Filarmonica di Berlino e corredato delle note di Giselher Schubert.
- Atlanta Symphony Orchestra, Yoel Levi (Telarc)
- Bamberger Symphoniker, Karl Anton Rickenbacher (Virgin Classics)
- BBC Scottish Symphony Orchestra, Martyn Brabbins (Hyperion)
- Berliner Philharmoniker, Claudio Abbado (Deutsche Grammophon)
- Berliner Philharmoniker, Paul Hindemith (Deutsche Grammophon)
- Berliner Philharmoniker, Herbert von Karajan (EMI)
- Boston Symphony Orchestra, William Steinberg (Deutsche Grammophon)
- Danmarks Radiosymfoniorkester, Sergiu Celibidache (Arlecchino)
- Dresdner Philharmonie, Herbert Kegel (Berlin Classics)
- Israel Philharmonic Orchestra, Leonard Bernstein (Deutsche Grammophon)
- London Symphony Orchestra, Jascha Horenstein (Unicorn)
- Orchestre de la Suisse Romande, Paul Kletzki (Decca)
- NBC Symphony Orchestra, Fritz Reiner (Dante Records Lys)
- NDR Sinfonieorchester, Christoph Eschenbach (Ondine)
- New Zealand Symphony Orchestra, Franz-Paul Decker (Naxos)
- Philadelphia Orchestra, Eugene Ormandy (Sony BMG)
- Philadelphia Orchestra, Wolfgang Sawallisch (EMI)
- San Francisco Symphony Orchestra, Herbert Blomsted (Decca)
- São Paulo Symphony Orchestra, John Neschling (BIS)
- Sydney Symphony Orchestra, Werner Andreas Albert (CPO)
- Symphonie-Orchester des Bayerischen Rundfunks, Rafael Kubelík (Originals)
- Vienna Radio Symphony Orchestra, Milan Horvat (Red Note)